# Drive (The Cars)
Drive är en låt av The Cars, utgiven som singel den 23 juli 1984. Låten finns med på albumet Heartbeat City, utgivet den 13 mars 1984. "Drive" nådde första plats på Billboard Adult Contemporary och Canada Adult Contemporary.
I musikvideon, som regisserades av Timothy Hutton, spelar Paulina Porizkova huvudrollen.